# Iglesia católica en Mongolia
La Iglesia católica está presente en Mongolia, donde cuenta con unos 1500 fieles, que cuentan con los servicios de seis iglesias y una catedral en la capital del país, Ulán Bator.
El catolicismo fue introducido por primera vez en el siglo XIII, durante el Imperio mongol, pero desapareció con el final de la dinastía Yuan en 1368. Sólo hubo nueva actividad misionera tras la guerra del Opio, a mediados del siglo XIX. Se fundó una misión en Mongolia Exterior, lo que dio a Mongolia su primera jurisdicción católica, pero todo el trabajo evangelizador cesó en un año con la llegada al poder del régimen comunista.
Con la introducción de la democracia en 1991, los misioneros católicos volvieron al país y reconstruyeron la iglesia desde cero, reanudándose las relaciones diplomáticas entre Mongolia y la Santa Sede en 1992. En 2006, había en Mongolia una Prefectura Apostólica, un obispo y tres iglesias. El papa Juan Pablo II planeó una visita apostólica a Mongolia que no pudo realizarse. Del 31 de agosto al 4 de septiembre del 2023, el papa Francisco fue el primer pontífice que visitó Mongolia. Se reunió con el pueblo católico y algunas de las autoridades del país. También bendijo una estatua mongola de la Virgen María representativa de la misión.
En octubre de 2011 el sumo pontífice Benedicto XVI recibió en audiencia al presidente de Mongolia  Tsakhiagiin Elbegdorj con quien conversó sobre el trabajo de la Iglesia católica en este país asiático. Esta es la primera vez que un presidente mongol visita oficialmente a la Ciudad del Vaticano.

## Historia

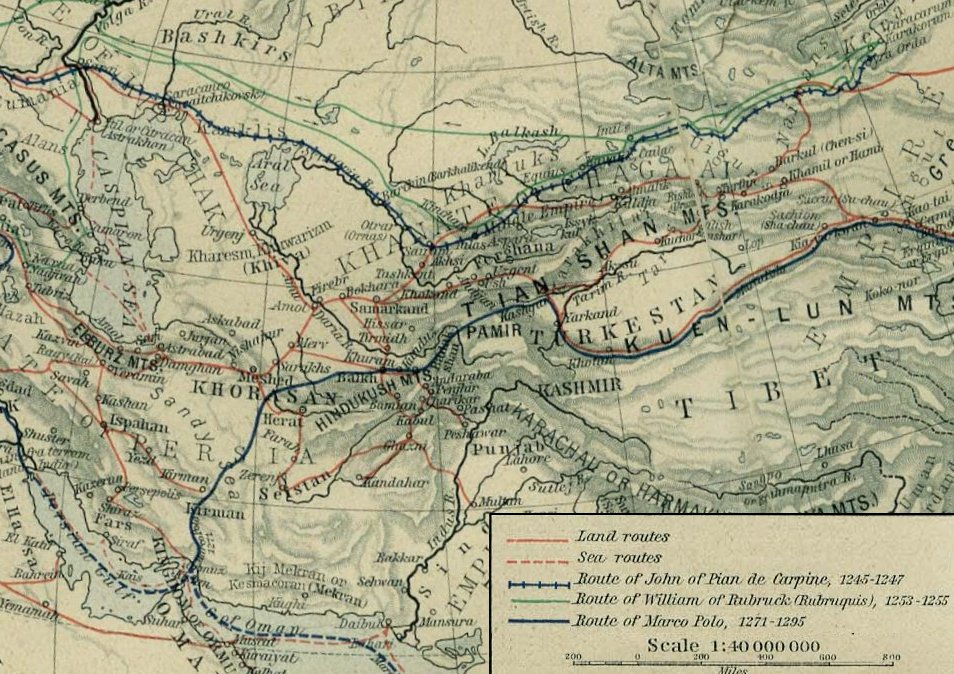
Mapa que muestra las rutas seguidas por Giovanni da Pian del Carpine y William Rubruck en el.

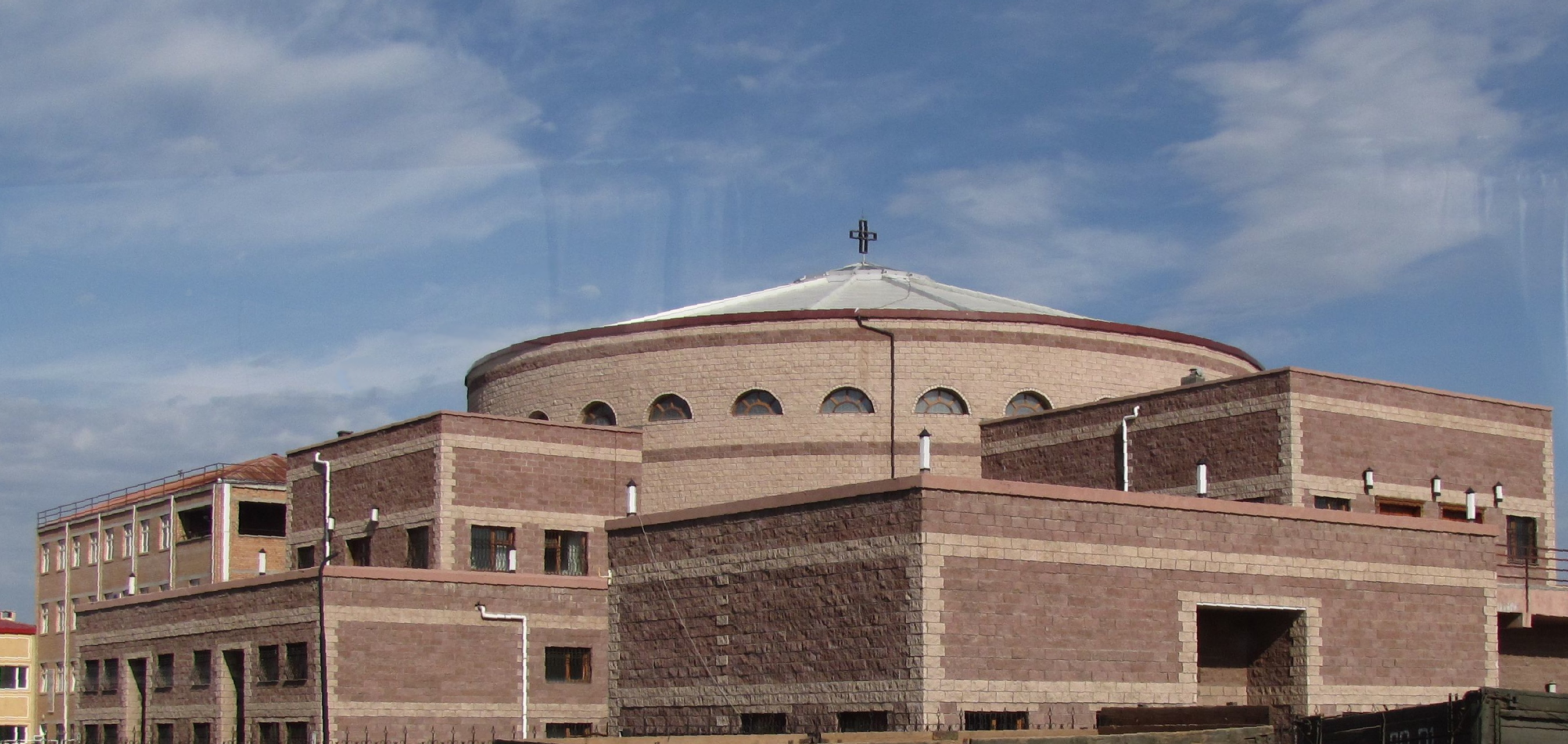
Catedral en Ulán Bator.

La Iglesia católica en Mongolia tiene raíces antiguas, la mayoría de ellas a través de China. Misioneros como William Rubruck y Giovanni da Pian del Carpine llegaron a la región entre los siglos xiii y xiv gracias a la tolerancia religiosa de los mongoles. Es probable que Giovanni da Montecorvino, quien fundó la primera misión católica en Pekín y se convirtió en el primer obispo de Khanbaliq (Pekín), tradujera el Nuevo Testamento y los Salmos.
Técnicamente, Mongolia perteneció a la diócesis de Pekín entre 1690 y 1838, año en que la diócesis de Liaotung -que incluía a Manchuria y Mongolia- fue separada de la de Pekín. El 28 de agosto de 1840, el nuevo Vicariato fue dividido a su vez en tres Vicariatos Apostólicos, Liaotung y Manchuria, Gansu y Mongolia. En 1883 se creó un vicariato para Mongolia Interior y en 1922 se creó una misión para Mongolia Exterior.

### La misiónsui iuris
La nueva constitución de Mongolia de 1992 garantizaba la libertad religiosa y se enviaron misioneros para reconstituir la Iglesia católica en el país asiático en la misión sui iuris. La Congregación del Corazón Inmaculado de María fue la encargada de la evangelización y la creación de la estructura de la Iglesia en Mongolia. Así, la congregación envió tres sacerdotes, los padres Wenceslao Padilla y Gilbert Sales procedentes de Filipinas, y Robert Goessens, de Bélgica, para llevar a cabo esta misión una vez que la Santa Sede hubo entablado relaciones diplomáticas con el gobierno de Ulán Bator. Previo a su llegada, los expatriados habían atendido a servicios protestantes. Al principio, ninguno de los misioneros hablaba mongol y no había textos litúrgicos católicos escritos en mongol. El 27 de mayo de 1996 fue inaugurada la primera iglesia católica en la historia de Mongolia. El acto fue celebrado por el nuncio apostólico de la Santa Sede en Asia, el obispo Bulaitis, junto con el padre Padilla, los otros dos misioneros, tres monjes de África y 150 parroquianos. El acto fue celebrado en inglés y traducido al mongol por un intérprete. En 1997, el arzobispo Giovanni Battista Morandini fue nombrado primer nuncio de la Santa Sede en Mongolia. La Catedral de San Pedro y San Pablo de Ulán Bator fue construida con la forma de un tradicional ger, con su forma de carpa circular y gruesas paredes de fieltro.

### Prefectura Apostólica
El 23 de agosto de 2003, el cardenal Crescenzio Sepe, cabeza de la Congregación para la Evangelización de los Pueblos de la Santa Sede, llegó a Mongolia para consagrar al padre Padilla como primer obispo de Mongolia y dedicar una catedral en la capital. El papa Juan Pablo II se disculpó por no haber podido viajar él mismo a Mongolia para consagrar al obispo, ya que había planeado una visita a Mongolia, la primera que habría hecho un Papa a este país. Juan Pablo II había sido invitado por el presidente de Mongolia durante su visita a la Ciudad del Vaticano en 2000, pero su precario estado de salud impidió que realizara este viaje. El 17 de junio de 2004, el papa Juan Pablo II nombró a monseñor Emil Paul Tscherrig nuevo Nuncio Apostólico en Mongolia y Corea. El 20 de diciembre de 2004, monseñor Paul Tscherrig realizó su primera visita a Mongolia, donde presidió una celebración en la catedral de San Pedro y San Pablo de Ulán Bator. A las exequias de Juan Pablo II asistieron representando a Mongolia Radnaabazaryn Altangerel, secretario de Estado de Asuntos exteriores, y dos acompañantes.
En Mongolia hay más de 60 misioneros de varios países ayudando a la construcción de la Iglesia y cuatro parroquias en funcionamiento. A mediados de 2004 se publicaron un libro de oraciones y un catecismo en mongol, escrito de forma vertical, la forma de escritura tradicional en Mongolia. También se demanda la creación de un calendario católico en Mongolia. Desde la caída del régimen comunista, la afluencia de misioneros cristianos ha sido notable, y el crecimiento de la comunidad católica ha sido enorme, no habiendo fieles reconocidos en 1991 y siendo 415 en febrero de 2008, 345 en abril de 2006 y 216 en mayo de 2004.
La misión contaba por entonces con un parvulario, clases de inglés, una escuela técnica, comedores, dos granjas y un centro de atención para 120 niños sin hogar. También se ofrece un curso educativo para reducir la violencia contra las mujeres y enseñar a las mismas a manejarse en situaciones de agresión.
La Navidad no es fiesta en el país ya que el número de cristianos en Mongolia es muy reducido. En 2007 se fundó una cuarta parroquia en Darhan, la segunda ciudad más poblada del país y situada a unos 200 kilómetros de la capital.
En 2023 la Iglesia en Mongolia estaba formada por un núcleo de fieles católicos, ciudadanos mongoles, aprox. 1.500 personas. Contaba también con presencia de misioneros y misioneras, 75 en total. Hademás, tenía 29 sacerdotes, dos de los cuales eran mongoles. Los demás misioneros, religiosos y sacerdotes fidei donum de otras partes del mundo. También había 36 religiosas, seis hermanos consagrados y tres misioneros laicos. 
Todos ellos se reunían en 9 lugares de culto oficialmente reconocidos por el Estado, y un abundante número de proyectos, de pequeño a medio y largo plazo, que iban desde guarderías para niños desfavorecidos a actividades extraescolares, recreativas y educativas, pasando por dos residencias para ancianos con dificultades.
Desde 2020 la iglesia local de Mongolia es dirigida por el cardenal italiano Giorgio Marengo, quien es misionero de la Consolata. Actúa como obispo de la Prefectura Apostólica de Ulán Bator.  Marengo sucedió al SE. Mons. Wenceslao Selga Padilla, fallecido el 25 de septiembre de 2018. Fue consagrado obispo el 8 de agosto de 2020 y creado cardenal el 27 de agosto de 2022.